# The War Symphonies: Shostakovich Against Stalin
The War Symphonies: Shostakovich Against Stalin (a veces titulado Shostakovich Against Stalin: The War Symphonies) es una película documental de 1997 sobre el compositor soviético Dmitri Shostakovich. Se centra en el período entre 1936 y 1945, durante el cual Shostakovich compuso su Cuarta, Quinta, Sexta, Séptima, Octava y Novena Sinfonías, pero también analiza brevemente otras obras del compositor, como Lady Macbeth de Mtsensk.

## Producción
La película adopta la visión revisionista de Shostakovich presentada por Solomon Volkov en su libro Testimony (que se cita extensamente en la película sin atribución). Este punto de vista sostiene que Shostakovich se opuso firmemente al liderazgo de Iósif Stalin y que incluyó mensajes antigubernamentales en sus composiciones bajo el régimen soviético. Sin embargo, los musicólogos discuten acaloradamente hasta qué punto esta interpretación de su música es cierta.
La obra está narrada por Graham Haley como la voz de Shostakovich. The War Symphonies se filmó en Rusia y destaca las interpretaciones de las sinfonías de Shostakovich por parte de la Orquesta Filarmónica de la Radio de los Países Bajos y la Orquesta Kirov, ambas dirigidas por Valery Gergiev. Gergiev también es entrevistado, al igual que varios de los contemporáneos de Shostakovich; "uno de los relatos más conmovedores" de la película es de un asistente al estreno en Leningrado de la Séptima Sinfonía durante el Sitio de Leningrado. La lista de entrevistados tiene una superposición considerable con los citados en Shostakovich: A Life Remembered de Elizabeth Wilson, publicado dos años antes de la producción de la película; Weinstein se basó en gran medida en este trabajo revisionista en su guion. Se combinan imágenes de archivo extensas de la era soviética con cinematografía contemporánea, y "la edición conjunta de música, imagen y voz en off suele ser magistral".
Philips volvió a publicar The War Symphonies como DVD en 2005.

## Recepción
El musicólogo Ian Macdonald, un partidario del punto de vista revisionista, señaló que "aquellos intransigentes que se niegan a admitir el anticomunismo moral de Shostakovich, o incluso que su música es cualquier cosa menos puramente abstracta, bien pueden retorcerse ante el enfoque de Weinstein. Déjalos. Su ignorancia histórica aparentemente incurable es la causa de su malestar: merecen ser molestados por este programa". El antirrevisionista Royal Brown, por otro lado, sugirió que "el propio compositor se habría horrorizado con los mickey-mouses a los que se somete parte de su música".
John McCannon señaló la "ligera (aunque comprensible) tendencia de la película a identificarse demasiado con su tema", pero elogió su "considerable poder emocional, así como un picante sentido de la ironía". Brad Eden recomendó el trabajo para su proyección en cursos universitarios de musicología e historia, alabando su "intensa perspectiva histórica". David Haas criticó al narrador de la película como una representación poco realista de Shostakovich, pero elogió el "ingenio técnico y el arte de la edición de la película".

### Premios
- Premio Emmy Internacional al Mejor Documental de Artes
- Película del año de la Asociación Histórica Estadounidense
- Premio Gemini al Mejor Programa de Artes Escénicas[9]